# 尼亚加拉堡州立公园
尼亚加拉堡州立公园位于美国纽约州尼亚加拉县波特镇。历史悠久的尼亚加拉堡位于公园内。504英畝（204公頃）的公园位于杨斯敦西北部，靠近尼亚加拉景观大道的北端，在尼亚加拉瀑布国家遗产地区之内。

## 历史
尼亚加拉堡州立公园地区简史：
- 1678年 - 法国探险家建造了康迪堡（Fort Conti，不到一年后便被烧毁）。
- 1687年 - 在康迪堡旧址上建造了丹诺维尔堡（Fort Denonville）。
- 1726年 - 法国人建造了两层的“马基古利斯屋”（Maison a Machicoulis，今称“法国城堡”）。
- 1893年 - 在城堡下的尼亚加拉河岸建立了美国海岸警卫队站，该站至今仍在使用。
- 1938年 - 军官俱乐部（The Officer's Club）大楼开业，取代了被大火烧毁的原始结构。设计灵感来自旧堡（Old Fort）的法国城堡。
- 1940-1943年 - 第28步兵团南移训练，然后尼亚加拉堡成为新兵接待中心。
- 1941年 - 城堡从纽约州移交给美国。
- 1944-1946年 - 尼亚加拉堡曾作为德国战俘集中营。
- 1948年 - 土地移交给纽约州公园理事会（英语：New York State Office of Parks, Recreation and Historic Preservation#NYS Council of Parks）管辖，作为州立公园进行管理。[3]
- 1965-1966年 - 驻军建筑物被拆除；该基地的100座建筑，大部分已被拆除。

## 便利设施

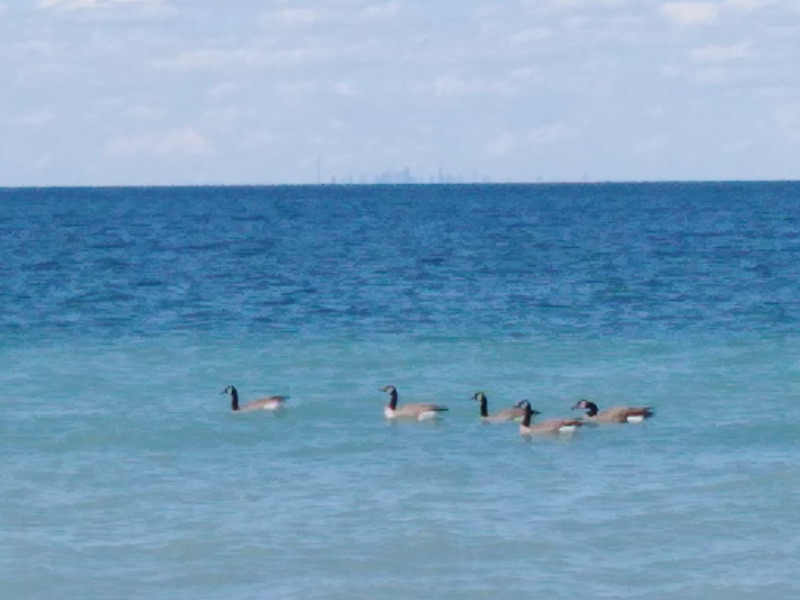
从安大略湖上远眺多伦多

该公园设有野餐桌、凉亭和食品零售，有一个游乐场、18个足球场、一个游泳池和天然步道，并可进行徒步、休闲项目、网球、雪橇、雪鞋行走、越野滑雪、季节性水禽狩猎、钓鱼等活动。在尼亚加拉河下游有两艘船。公园包括尼亚加拉堡历史遗址。汤姆·洛夫汀·约翰逊在军官俱乐部画了五幅壁画，以纪念第28团自1905年成立以来的历史。
夏季，州立公园有一位博物学家会提供自然项目、步道徒步和在公园的自然中心管理自然历史展览。
在晴朗的日子里，从公园向北看，可以穿过安大略湖，看到30英里（48）以外多伦多的天际线。尽管加拿大的湖岸本身隐藏在地平线以下，但可以看到加拿大国家电视塔和其它摩天大楼的上半截。 游客可以每天上午 9:00 至下午 5:00 参观尼亚加拉堡州立公园。

## 1872年灯塔
尼亚加拉堡州立公园目前的灯塔建于1872年，是尼亚加拉堡所建的第三座灯塔。前一座灯塔是木制的，被龙卷风毁坏后，美国政府建造了这一座。它是一个八边形石灰石塔，底部有一个储藏室，用于存放油料。使用了来自旧塔的菲涅耳透镜，并于1872年6月10日首次点亮了灯塔。
1900年，该塔在灯和石灰石塔身之间增加一个眺望室，因此塔升高了11英尺（3.4）。灯的抬高使其可视距离增大到25英里（40）。灯塔旁是灯塔工的住所，这是一栋殖民地风格的房屋，如今已成为私人住宅。
美国海岸警卫队一直在运营这座灯塔，直到1993年，附近的树木过度生长，开始阻挡从尼亚加拉河和安大略湖看见它。在海岸警卫队站附近竖起了一座现代钢结构灯塔，老尼亚加拉堡协会（Old Fort Niagara Association）将1872年灯塔作为博物馆和礼品店经营。原来的菲涅耳透镜现在在城堡的博物馆展出。

## 近期事件
2015年，州长安德鲁·库默和纽约州计划对其州立公园投资7200万美元。作为该计划的一部分，有250万美元已被承诺提供给尼亚加拉堡，用于对其游泳区的浴室进行现代化改造。此外，尼亚加拉堡将与艺术园、四里溪州立公园、金山州立公园和威尔逊-塔斯卡罗拉州立公园共同使用60万美元，用于钓鱼码头和相关的钓鱼辅助项目。